# Голубовський Захарій
Захарі́й Голубо́вський (справжні ім'я, по батькові, прізвище — Зіновій Петрович Голубничий, чернече ім'я — Захарія, 1736, сотенне містечко Келеберда, Полтавський полк, Гетьманщина — 13 грудня (25 грудня) 1810, Київ, Російська імперія) — український живописець, один із визначних майстрів українського бароко.

## Біографія
Навчався у Києво-Могилянській академії до 1758 року, де також студіював живопис, який тут викладався поряд з іншими видами мистецтва. З 1758 року удосконалював майстерність в іконописній майстерні Києво-Печерської Лаври, якою керував Алімпій Галик. 1761 року прийняв у Києво-Печерській Лаврі чернечий постриг й по смерті вчителя (1763) очолював його майстерню (1764—1765, 1772—1810).
Венедикт Свідерський і художник Захарій Голубовський — автори перших романтичних творів українського малярства.

## Творчість
Творив Голубничий в епоху українського бароко, коли в Україні будувалися розкішні палаци, церкви, багатоярусні іконостаси, які часто здіймалися аж до центрального куполу храму, вражаючи прихожан своїм золотим сяйвом та малюнками.
Від 1768-го розписував іконостас (майстер К. Шверін) Хрестовоздвиженської церкви, збудованої на кошти полтавського полковника Павла Герцика (1700) на Ближніх Печерах.
У 1772—1777 роках очолював роботи з оновлення живопису Успенського собору Києво-Печерської Лаври.
Написав у 1803 образи шести пророків на царських вратах Миколаївської шпитальної церкви (майстер Самсон Стрельбицький).
Написав ікони «Успіння», «Антоній і Феодосій Печерські», «Свята мучениця з квіткою в руці» (кінець XVIII століття).